# Distrito de Valera
El distrito de Valera es uno de los doce que conformó la provincia de Bongará, ubicado en el departamento de Amazonas, en el Norte del Perú. Limita por el Norte con el distrito de Churuja y el distrito de San Carlos; por el este con el distrito de Jumbilla; por el sur con la provincia de Chachapoyas y; por el oeste con la provincia de Luya.
Jerárquicamente, dentro de la Iglesia Católica, pertenece a la Diócesis de Chachapoyas

## Historia
El distrito fue creado el 3 de noviembre de 1933 mediante Ley N.º 7877, en el gobierno del Presidente Óscar R. Benavides.

## Geografía
Abarca una extensión de 90,14 km² y tiene una población estimada mayor a 1000 habitantes.
Su capital es la villa de San Pablo, rico en costumbres y tradiciones remonta su creación a épocas coloniales; su gente es amable como la mayoría de los pueblos del departamento de Amazonas, los mismos que brindan su carisma a todos sus visitantes..

## Autoridades

### Municipales
- 2015 - 2018
  - Alcalde: Edinson Santillán Mendoza, de Obras Por Amazonas.
  - Regidores:

  1. Isaías Trauco Ramos (Obras Por Amazonas)
  2. Rosa Quintana Meza (Obras Por Amazonas)
  3. Jorge Antonino Sánchez Muñoz (Obras Por Amazonas)
  4. Rodomiro Santillán Santillán (Obras Por Amazonas)
  5. Carlos Mendoza Ventura (Sentimiento Amazonense Regional)

### Religiosas
- Obispo de Chachapoyas: Monseñor Emiliano Antonio Cisneros Martínez, OAR.[2]

## Festividades
- Junio: San Pablo.

## Atractivos turísticos
El distrito de Valera alberga la La chorrera de Gocta, la tercera catarata más alta del mundo.
La localidad de San Pablo de Valera cuenta con atractivos turísticos como las Pampas de Corobamba, la Caverna de la Vieja Tomasa donde podemos encontrar vestigios de la cultura Chachapoyas a donde se puede llegar por la capital San Pablo.